# Armatillus
Armatillus is een geslacht van wantsen uit de familie van de Pyrrhocoridae (Vuurwantsen). Het geslacht werd voor het eerst wetenschappelijk beschreven door Distant in 1908.

## Soorten
Het genus bevat de volgende soorten:

- Armatillus verrucosus Distant, 1908
- Armatillus verticalis (Hsiao, 1964)